# 말희
말희(妺喜)는 하나라의 마지막 제 하 걸왕의 왕비의 한 명이다. 한자를 달리해 말희(末喜)나 말희(末嬉)로도 적는다. 
말희는 산동 유시씨의 딸이었는데 걸이 유시씨를 토벌할 때 항복을 하며 헌상되었다. 일설로는 당초부터 걸은 말희를 요구하였다고 전해진다. 절세미녀라는 말희를 걸이 비로 삼아 사랑하였다. 말희가 원하는 대로 걸은 경궁(傾宮)이라는 거대한 궁전을 세우고 연회를 개최하였다. 
축연에는 연못에 술을 채우고 나무에는 고기를 매달아 주지육림이 행하여졌다고 한다. 또 말희가 비단이 찢어지는 소리를 즐겨 나라의 고가의 비단을 모았다. 이런 난행은 결국 걸이 현명한 신하 관룡봉(關龍逢)을 살해하게 만들었다.
은나라의 탕왕은 군대를 일으켜 하나라를 격파하고 하나라는 망하였다. 걸과 말희는 생포되어 남소(南巢)의 산으로 추방되었고 그곳에서 생을 마쳤다. 이것을 하상혁명 또는 은혁명이라 부른다.
걸이 말희를 얻은 후에 또 다시 민산(岷山)을 정벌하여 완(琬)과 염(琰)이란 두 미녀를 얻어서 말희를 낙수에 버리자, 말희가 은나라의 이윤(伊尹)과 만나 하나라의 내분을 일으켜 결국 걸왕은 은나라의 탕왕에게 멸망하고 말았다는 자료(고본 죽서기년)도 있다.

## 가족 관계
- 남편: 하 걸왕

## 같이 보기
- 달기
- 포사 (주나라)